# Maximilian von Herff
Maximilian Karl Otto von Herff (17 avril 1893 - 6 septembre 1945) est un commandant de la SS, chef du bureau principal du personnel SS de 1942 à 1945.

## Jeunesse et début de carrière
Maximilian von Herff est né à Hanovre le 17 avril 1893, fils d'un médecin généraliste. La famille protestante von Herff (de) est originaire de Herve en Belgique et s'installe dans le Palatinat en 1577 pour échapper aux persécutions religieuses. Son ancêtre Christian Herff avait été intronisé dans la classe noble en 1814.
Après l'école, Maximilian von Herff rejoint l'armée dans le 115e régiment d'infanterie (de) et devient Leutnant dans le 154e régiment d'infanterie (de) de l'armée prussienne ; il sert avec l'unité tout au long de la Première Guerre mondiale. Il reste dans la Reichswehr après la guerre, servant en tant qu'Oberleutnant en 1926 dans le 18e régiment de cavalerie (de) à Stuttgart. Au sein de la Wehrmacht le 3 janvier 1939, Herff atteint le grade d'Oberstleutnant.

## Seconde Guerre mondiale
Pendant la Seconde Guerre mondiale, Herff sert avec les Deutsches Afrikakorps en Afrique du Nord. Il est promu Oberst et commande le « Kampfgruppe von Herff ». Pour son service en Afrique du Nord, il est décoré de la Croix de chevalier de la Croix de fer en juin 1941,.
À la suggestion de Heinrich Himmler, il est transféré dans la Waffen-SS. Le 1er avril 1942, Herff adhère au parti nazi (membre n° 8 858 661) et aux SS (membre n° 405 894). Du 1er octobre 1942 au 8 mai 1945, il est chef du bureau principal du personnel SS. Herff s'occupait des questions internes et financières de la SS.

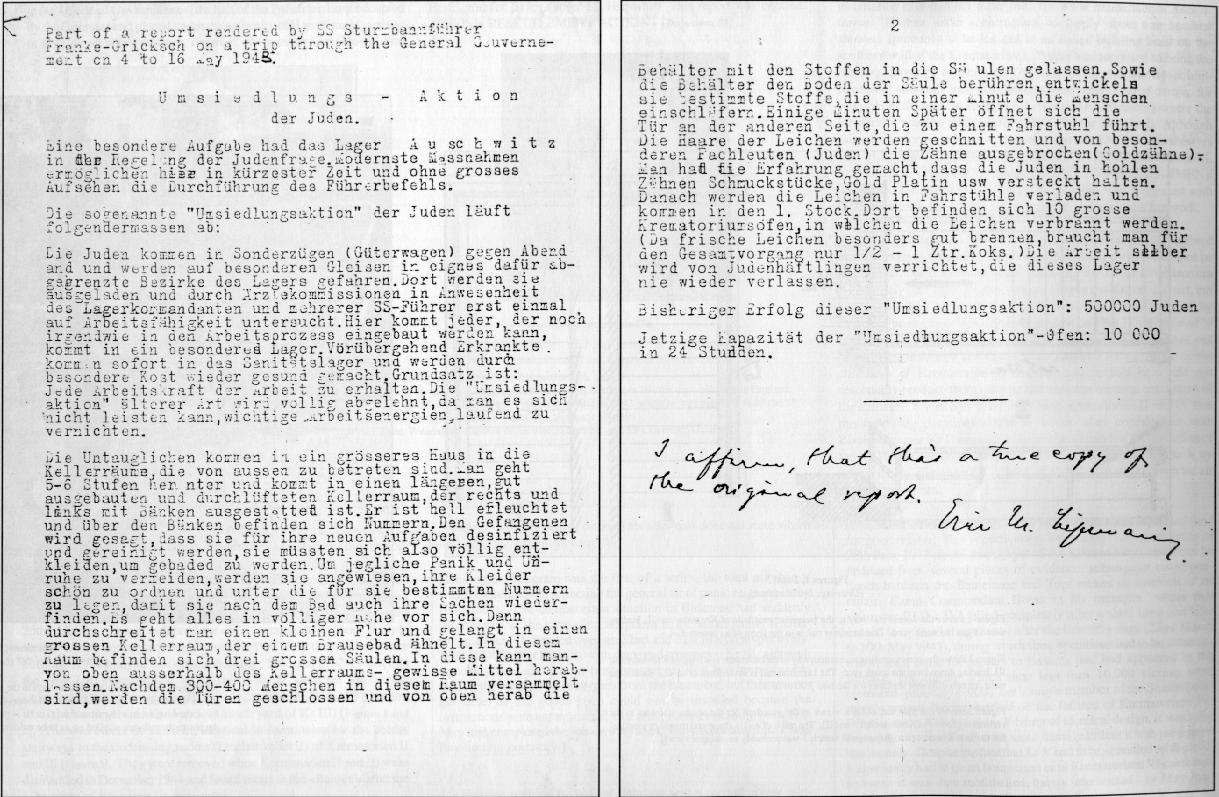
Partie d'un rapport rendu par le SS-Sturmbannführer Alfred Franke-Gricksch lors d'un voyage à travers le gouvernement général du 4 au 16 mai 1943. Extrait d'Eric M. Lipman, officier de la branche des crimes de guerre, 3e armée américaine.

Dans ses dernières parutions de journal, Herff affirme avoir eu connaissance de la solution finale mais n'avoir joué aucun rôle dans l'implication administrative ou réelle dans les exterminations ou les déportations. Cependant, les 14 et 15 mai 1943, Herff est à Varsovie pendant le soulèvement du ghetto de Varsovie et supervise sa suppression sous les ordres de Himmler. Son adjudant, Karl Kaleske, décrit les déportations effectuées à la suite du soulèvement vers le camp de concentration d'Auschwitz et d'autres camps où une « action spéciale » était requise. Le rapport de Jürgen Stroop sur le soulèvement du ghetto  contient une photographie de Herff et Stroop prise lors d'une visite du ghetto le 14 mai 1943, confirmant son implication dans la Shoah.
Le 20 avril 1944, Herff est promu SS-Obergruppenführer,.

## Capture et décès
Herff est fait prisonnier par les forces britanniques en 1945 et détenu au camp de prisonniers de guerre de Grizedale Hall. Il subit un accident vasculaire cérébral et décède à l'hôpital militaire voisin de Conishead Priory. Il est ensuite inhumé au cimetière militaire allemand de Cannock Chase, dans le Staffordshire.

## Famille
Sa sœur Carin von Herff déménage à Londres pendant son emprisonnement où elle vécut pendant quatre ans avant de retourner en Allemagne avec son mari huguenot français, un ancien SS-Oberführer de la 33e division SS Charlemagne. Tous deux furent acquittés de tout crime de guerre et, comme Maximilian von Herff, affirmèrent leur implication que dans la base du parti nazi et la Waffen-SS, niant tout participation à l'extermination des Juifs. Le couple retourna ensuite vivre en Angleterre dans les années 1960.
Son cousin était Eberhard Herf (en), un haut fonctionnaire de la police SS. Il commanda les unités du Polizei-Regiment Nord et de l'Ordnungspolizei, en Biélorussie ; à ce titre, Eberhard Herf dirigea le meurtre de masse des Juifs dans le ghetto de Minsk. Après la guerre, Eberhard Herf fut condamné dans le procès de Minsk et exécuté.

## Décorations
- Croix de chevalier de la Croix de fer le 13 juin 1941 en tant qu'Oberst et en tant que commandant du Kampfgruppe von Herff (Schützen-Regiment 115)[3].